# Bithoracochaeta atricornis
Bithoracochaeta atricornis är en tvåvingeart som beskrevs av Malloch 1934. Bithoracochaeta atricornis ingår i släktet Bithoracochaeta och familjen husflugor. Inga underarter finns listade i Catalogue of Life.